# Totland (Stad)

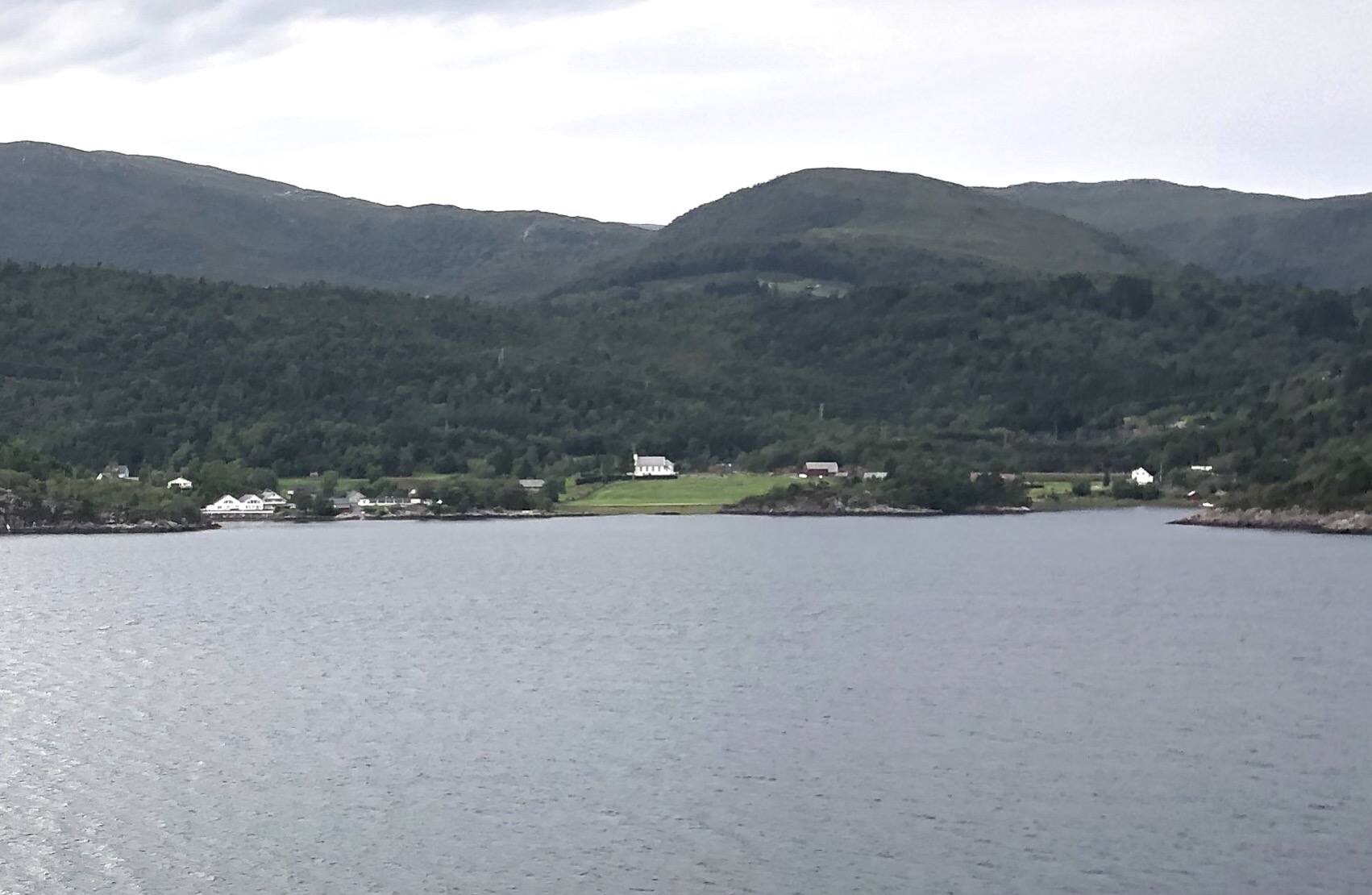
Blick auf Totland von Süden, 2019

Totland ist ein Dorf in der norwegischen Kommune Stad in der Provinz Vestland. 
Es befindet sich am nördlichen Ufer des Nordfjords an der Bucht Totlandsvàgen. Von Westen mündet hier der Bach Totlandselva, von Norden die Rimstadelva ein. Östlich an Totland grenzt die Ortslage von Bryggja an. Südlich des Orts sind die Inseln Holmane, Rundeholmen, Griseholmen und Storøya vorgelagert. Durch den Ort führt der Riksvei 15. 
Am 1. Januar 2020 gelangte Totland von der ehemaligen Kommune Vågsøy zur neugebildeten Kommune Stad.
Im Ort befindet sich die als Denkmal ausgewiesene, 1912 erbaute Kirche von Totland.